# Kaministiquia River
Il Kaministiquia river è un fiume che sfocia nel Lago Superiore presso la città di Thunder Bay, Ontario. Kaministiquia è una parola in lingua Ojibwe che significa "dove la corrente scorre in un'isola", a causa di due ampie isole (McKellar e Mission) che si trovano alla foce del fiume. Il delta del fiume ha tre rami, cui su ogni recente mappa nordamericana in lingua francese si fa riferimento come les trois rivières (i tre fiumi): quello più meridionale è noto come il Mission River, quello centrale come il McKellar River e il più settentrionale come il Kaministiquia river. I residenti della zona si riferiscono al fiume come il Kam River.
Il flusso d'acqua nel sistema del fiume Kaministiquia è regolato dalle dighe del lago Dog 1 e 2 e dalle dighe Greenwater, Kashabowie e Shebandowan. Due centrali elettriche, una a Kakabeka Falls (25 MW) e un'altra a Silver Falls (48 MW), sono gestite dalla Ontario Power Generation (OPG), una società idroelettrica di proprietà pubblica del Governo dell'Ontario.

## Geografia
Le cascate Kakabeka, formate da questo fiume, sono le maggiori nel bacino del Lago Superiore a un'altezza di 47 m. Sotto queste, il fiume scorre attraverso un'estesa zona piana creata da un suo antico predecessore che scorreva in questa regione a seguito dell'ultima era glaciale.

### Affluenti
- Whitefish River
- Matawin River
- Depot Creek
- Dog River (Ontario)

## Storia

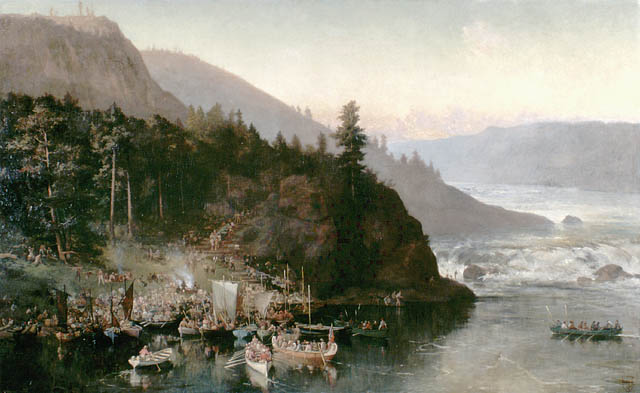
The Red River Expedition at Kakabeka Falls di Frances Anne Hopkins, 1877

"Kamanistigouian", come località, è stato citato per la prima volta in un decreto del Conseil Souverain de la Nouvelle-France datato 23 agosto 1681 istruendo uno o due canoe per rendere nota l'amnistia del re ai coureurs de bois. L'innominato fiume è rappresentato nella Carte des Jésuites disegnata nel 1671 come "R. [rivière] attraverso il quale si va agli Assinipoualacs a 120 leghe verso il Nordovest". Come il Pigeon River, questo fiume era parte importante della via d'acqua nel Canada occidentale. Durante il regime francese, furono istituiti due centri di commercio sul delta del Kaministiquia, il primo da parte di Daniel Greysolon, Sieur du Lhut (1684/85-1696) e un secondo nel 1717 da Zacharie Robutel de la Noue. A entrambi ci si riferisce oggi come Fort Kaministiquia a causa del gran numero di varianti nella pronuncia utilizzate durante il regime francese come Kamanistigouian, Camanistigoyan, Kaministigoyan, etc. Decenni più tardi, nel 1803, fu qui instaurato il posto britannico di commercio di Fort William da parte della North West Company alla foce del fiume e un altro a monte presso Point de Meuron da parte della Hudson's Bay Company. I due luoghi rivali britannici furono unificati nel 1821. Il fiume ha avuto molti nomi fin dal 1681, quando infine venne chiamato Kaministiquia, sebbene per un certo tempo ancora anche Kaministikwia fu il suo nome ufficiale.
A seguito dell'apertura del canale negli Stati Uniti e delle chiuse a Sault Ste. Marie, nel 1855, il fiume divenne più accessibile alla navigazione. Il limo aveva creato uno sbarramento sabbioso al suo principale ramo del delta, così che si rese necessario già all'inizio del 1873 un dragaggio per consentire alle imbarcazioni maggiori di risalire il fiume stesso.
Dopo il 1883, il tratto inferiore del fiume Kaministiquia fu massicciamente industrializzato dalla Canadian Pacific Railway (CPR), che costruì linee ferroviarie, depositi di carbone e dock, sollevatori di grano, dock per le spedizioni, segherie. Il doppio ponte mobile Jackknife fu costruito dalla CPR nel 1913 per consentire a treni e veicoli di collegare la terraferma con l'isola di Mission. La centrale idroelettrica di Thunder Bay si trova sull'isola di Mission, nel delta del fiume.  I tre rami del fiume nel delta furono abbondantemente dragati e allargati dal Dipartimento Federale dei Lavori Pubblici del Canada all'inizio del ventesimo secolo per facilitare la navigazione.
Il fiume è stato illustrato da molti eminenti artisti canadesi come William Armstrong (1822–1914), Frances Anne Hopkins (The Red River Expedition at Kakabeka Falls, 1877) e Lucius Richard O'Brien (Kakabeka Falls, 1882).

## Le rotte deiVoyageur

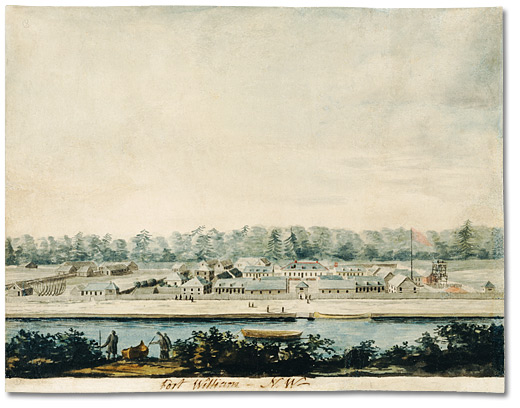
Fort William sul fiume Kaministiquia nel 1811

Da quando la strada del Grand Portage  fu migliorata, la via di Kaministiquia fu presto dimenticata. Il problema era che quest'ultima si trovava sul lato statunitense. Nel 1784 la Compagnia del Nord-Ovest inviò Edward Umfreville a cercare una strada dal lato britannico, ma egli non vi riuscì. Nell'estate del 1798 Roderick McKenzie, il cugino di Alexander Mackenzie, incontrò un gruppo di indiani sulle alture del Land Portage, che gli mostrarono la via Kaministiquia. La nuova via fu approvata dal mercante di pellicce Simon McTavish nel 1799.
Questa parte copre la via dei voyageur da Fort William (217 chilometri a ovest) fino al raggiungimento della via del Grand Portage al Lago La Croix.. La Kaministiquia e la Grand Portage erano le due principali vie usate dai commercianti di pellicce canadesi per andare nel Canada occidentale dai Grandi Laghi. La via Kaministiquia fu utilizzata per la prima volta nel 1688 da Jacques de Noyon. Verso il 1731 La Vérendrye usò la Grand Portage, che divenne la via preferita. Poiché non conveniva ai commercianti occidentali fare il viaggio in tondo fino a Montreal in una stagione, essi si recavano fino al Grand Portage, dove scambiavano merci con le imbarcazioni che risalivano da Montreal. Nel 1803 si scoprì che il Grand Portage stava dal lato statunitense rispetto al confine e la via per raggiungere Fort William fu cambiata di 64 km a nordest.
La via delle canoe portava ad ovest da Fort William richiedendo un solo percorso su terra presso le Kakabeka Falls, che venivano "passate" via terra attraverso il Mountain Portage. La North West Company presto costruì una strada fino a un deposito sulle cascate.
Di qui verso nord su un tratto terrestre con almeno sette portage, e poi qualche ulteriore portage e significativa altezza s.l.m. si raggiungeva il Dog Lake a circa 40 km a nordovest di Fort William. Quindi un facile percorso di 80 chilometri verso nordovest fino al serpeggiante Dog River, al Jordain Creek e al Cold Water Creek fino al Cold Water Lake. Iniziava poi un difficile tratto fangoso verso ovest attraverso il Prairie Portage, le Alture del Land Lake, gli 800 metri del De Milieu Portage, il Lac de Milieu, i 2,4 km dal Savanne Portage al fiume Savanne nel bacino del Lago Winnipeg. Quindi ad ovest lungo il corso del Savanne fino al Lac des Mille Lacs. Poiché il Seine River è troppo turbolento per le canoe, la via andava su oltre i 400 metri dal Baril Portage al fiume Pickerel e al lago Pickerel, di qui e dai portage Pickerel e Deux Rivières al lago Sturgeon, poi giù lungo il Maligne River fino al Lac La Croix, dove la via proveniente dal Grand Portage giungeva da sudest.